# オトマール・シェック
オトマール・シェック（Othmar Schoeck, 1886年9月1日 - 1957年3月8日）は20世紀スイスの作曲家。300曲以上にのぼる歌曲を作曲し、ピアノ伴奏つき歌曲や管弦楽伴奏つき歌曲、様々な合唱曲を遺している。その他の作品に《ヴァイオリン協奏曲「幻想曲風に」》作品21や《ホルンと弦楽合奏のための協奏曲》作品65, ハインリヒ・フォン・クライスト原作の歌劇《ペンテジレーア》作品39などがある。
1980年代半ばから、ディートリヒ・フィッシャー＝ディースカウや白井光子の地道な努力によりシェックの再評価が始まった。

## 経歴
シュヴィーツ州ブルンネンに、風景画家のアルフレート・シェック (Alfred Schoeck) を父として出生。父親の跡継ぎを目指して短期間チューリッヒの美術学校に籍を置いたが、結局中退してチューリッヒ音楽院に転学。音楽院を卒業後、シュトゥットガルトでマックス・レーガーに出会い、1907年から1908年までレーガーの下でライプツィヒ音楽院に学んだ。
スイスに戻ってからは積極的な音楽活動に着手。チューリヒのいくつかの合唱団やザンクト・ガレンにおけるオーケストラの演奏会を指揮したが、徐々に創作活動に鞍替えしていった。第一次世界大戦中はチューリヒで過ごし、ピアニストのマリー・ド・サンジェール (Mary de Senger) と恋愛関係にあった。
パリでフランス六人組の音楽を知ってから、旧来の伝統的な調体系を捨てた。アルバン・ベルクの音列技法に関心を寄せたこともある。結局は1930年代にモダニズムから離れて調性音楽に回帰したが、それでも19世紀末から20世紀初頭に流行った「調性の拡張」に従っており、自由奔放な和声進行や個性的な転調を追究している。調性への回帰と同時期にナチス・ドイツに祭り上げられ、優遇されたため、そのことが戦後シェックのタブー視につながった。
創作活動のかたわらピアニストとしても活動し、チューリヒ歌劇場で活躍した歌手、とりわけエルンスト・ヘフリガーを伴奏して自作歌曲の録音を遺した。指揮者としては、同僚のフォルクマール・アンドレーエやフリッツ・ブルンと親しかった。そのほかの友人に、文豪ヘルマン・ヘッセや画家フランツ・ヴィーゲレがおり、ヘッセとブルンはシェックの旅仲間でもあった。
1945年にスイス音楽家協会作曲家大賞に選ばれた。1957年にチューリッヒで没。

## 作品
作品数は数多く、歌劇や声楽曲のほか、いくつかの器楽曲も遺している。
フーゴー・ヴォルフ亡き後のドイツ語歌曲の大家のひとりに数えられ、詩の情緒や雰囲気を、絶妙かつ親密に音楽化したことにより、いくつかのリートや連作歌曲が代表作として言及されている。中でも、ヨーゼフ・フォン・アイヒェンドルフやニコラウス・レーナウらの詩に作曲された歌曲集《悲歌》Elegie 作品36（1921年 - 1922年）や《十の歌》（ヘッセ歌曲集）作品44（1929年）、レーナウやゴットフリート・ケラーの詩による弦楽四重奏とバリトンのための《夜曲》Notturno 作品47（1933年）、歌曲集《星々の下で》Unter Sternen 作品55（1941年 - 1943年）、《静謐なる輝き》Das Stille Leuchten 作品60（1946年）、メーリケ歌曲集《心もて足るを知る》（「好ましき慎み」とも）Holdes Bescheiden（1947年 - 1949年）が有名である。
歌劇や相当数の歌曲のほかに、いくつかの器楽曲を遺している。2つの弦楽四重奏曲や3つのヴァイオリン・ソナタ、バスクラリネットとピアノのためのソナタ、遺作のチェロ・ソナタ、チェロ協奏曲、弦楽合奏のための《夏の夜》作品58がある。日本でシェックの名前を広めるのに貢献した《ヴァイオリン協奏曲「幻想曲風に」》は、バルトーク・ベーラの《協奏曲 第1番》と同じく、シュテフィ・ゲイエルに献呈された。この作品は、やはりバルトークに同じく、ゲイエルに対する恋愛感情が発端となって着手された。

### 劇音楽
若書きの習作で、カール・マイ原作の歌劇《ジルバー湖の財宝》Der Schatz im Silbersee が近年に発見された。その音源は2005年に、カール・マイ協会の年鑑の附録品としてCD化された。
- ゲーテのジングシュピールによる歌曲《エルヴィンとエルミーレ》（1916年）
- コリブランドスのドン・ラヌード Don Ranudo de Colibrados（初演：1919年4月16日・チューリッヒ）
- フェルッチョ・ブゾーニの舞台とパントマイムによる小シャウシュピール《壁画》Das Wandbild 作品28（1918年）[Eine Szene und eine Pantomime von Ferruccio Busoni – Ort des Schauspiels: Ein Antiquitätenladen an der Rue St. Honoré; Ort und Zeit der Pantomime: Die Geisterwelt der Chinesen]
- 3幕の歌劇《ウェヌス》Venus 作品32（プロスペル・メリメ原作、アルミン・リューエガー台本、初演：1922年5月10日・チューリヒ）
- 1幕の歌劇《ペンテジレーア》Penthesilea 作品39 （初演：1927年1月8日・ドレスデン国立歌劇場、再演：1999年・ルツェルン音楽祭）
- 漁師とその妻 Vom Fischer und syner Fru（初演：1930年10月3日・ドレスデン国立歌劇場）
- 4幕6場の歌劇《マッシミッラ・ドーニ》Massimilla Doni 作品50（原作：オノレ・ド・バルザックの同名の小説。台本：アルミン・リューエガー。初演：1937年5月2日ドレスデン国立歌劇場）
- 4幕の歌劇《デューランデ城》Das Schloss Dürande 作品53（原作：アイヒェンドルフの小説。台本：ヘルマン・ブルテ。初演：1943年4月1日・ベルリン国立歌劇場）。